# Jardín de Ninfa
El jardín de Ninfa es un jardín en la zona de Cisterna di Latina, en la provincia de Latina, Italia central, confinando con Norma y Sermoneta. El parque tiene una superficie de 105 hectáreas (260 acres) y es un monumento natural italiano. El jardín paisajístico dentro del parque comprende 8 hectáreas (20 acres) y contiene ruinas medievales, robles, cipreses y álamos, praderas cubiertas de hierba, una amplia gama de plantas exóticas de diversas partes del mundo, numerosos cursos de agua y una gran variedad de rosas trepadoras creciendo sobre los muros de piedra de las ruinas. El sitio está gestionado por la fundación italiana Fondazione Roffredo Caetani.

## Historia

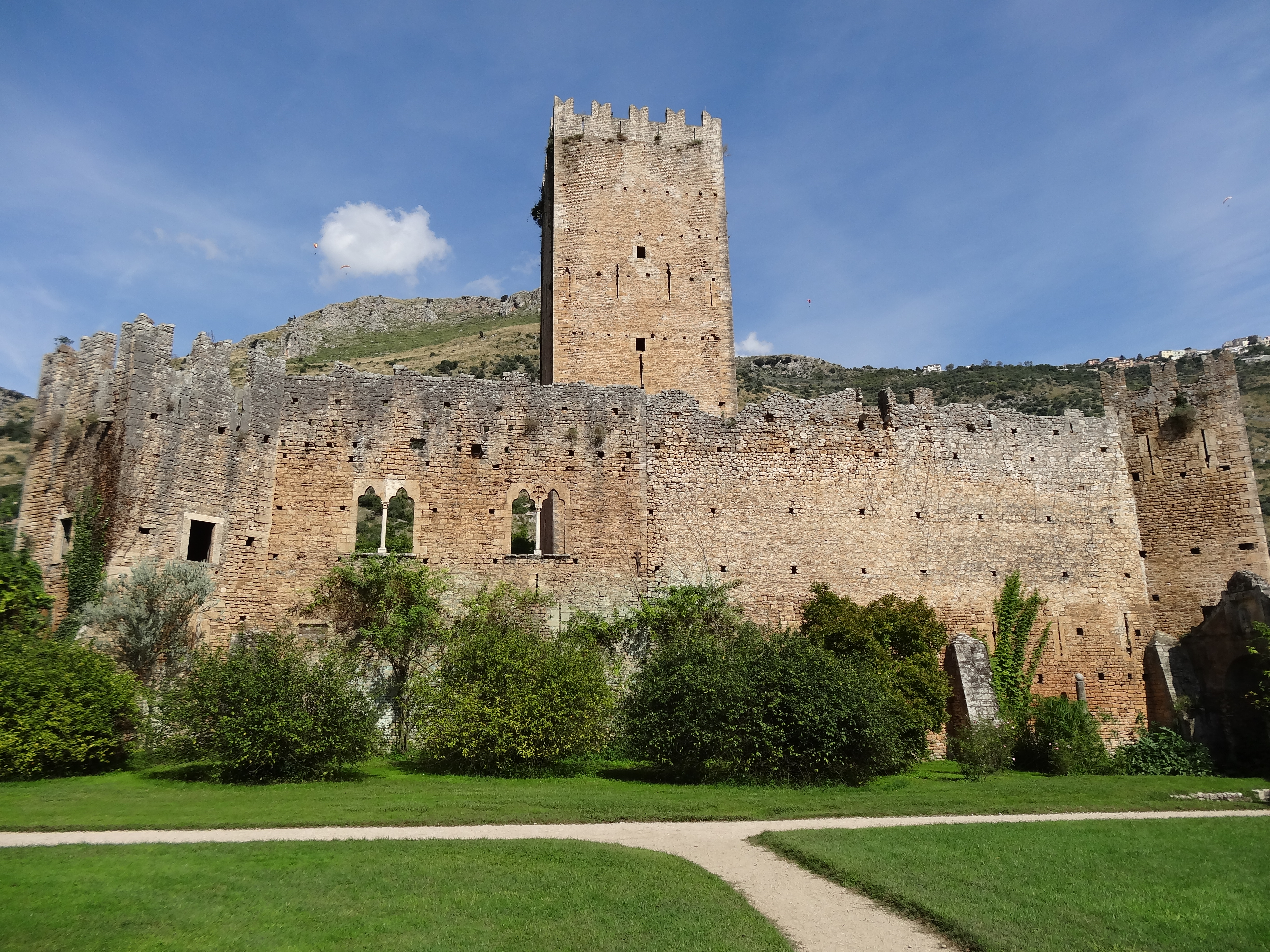
Castillo con la torre

El jardín incluye las ruinas del antiguo asentamiento de Ninfa, cuyo nombre parece derivar de un nymphaeum de la época clásica, un templo dedicado a las ninfas, ubicado en una isla en un pequeño lago. Se creía que las ninfas moraban en montañas y arboledas, junto a manantiales y ríos, y también en árboles, valles y grutas frescas. Según el libro Ninfa: The Most Romantic Garden in the World de Charles Quest-Ritson, la primera evidencia documentada de los Jardines de Ninfa es de Plinio el Joven, quien describió un templo dedicado a las ninfas acuáticas.
El pueblo ya existía en la época romana como asentamiento en una zona agrícola. Quizás fue fundada por los volscos a los pies del Monti Lepini. A mediados del siglo VIII, el Papa Zacarías recibió de regalo de Constantino V Coprónimo, en señal de agradecimiento por haberse opuesto al avance de los lombardos al interceder ante el rey Liutprando, vastas zonas agrícolas cerca de Norma, donde había una finca. En este período, la Vía Apia y la Vía Severiana quedaron intransitables por el avance de la ciénaga y esto provocó el desvío del tráfico comercial en la Vía Pedemontana, que pasaba cerca de Ninfa. La imposición de un peaje a quien quisiera utilizar la vía resultó una fuente de riqueza y Ninfa pronto se convirtió en un pequeño centro urbano, con numerosas casas e iglesias. Entre los siglos X y XI, a pesar de que los territorios pertenecían al Estado Pontificio, los verdaderos gobernantes de la zona fueron los condes de Tusculum. A principios del siglo XII el Papa Pascual II volvió a obtener el control de Ninfa. En 1116 a través del Pactum Ninfensium la villa fue confiada a los propios habitantes, a cambio de su lealtad a la iglesia, algunas obligaciones económicas y la orden de derribar las murallas. Posteriormente Ninfa fue cedida a la familia Frangipane. En 1159, a la muerte de Adriano IV, se eligieron dos papas, Rolando Bandinelli, con el nombre de Alejandro III, apoyado por los Frangipane, y Ottavio de Monticelli, con el nombre de Vittore IV, apoyado por Federico Barbarroja. Rolando Bandinelli fue hecho prisionero por su rival y liberado por Oddone Frangipane, quien le ofreció refugio en Ninfa, donde en la iglesia principal, la de Santa María Maggiore, fue elegido Papa el 20 de septiembre. En 1171 Federico Barbarroja se vengó, primero saqueando y luego quemando la ciudad. El ocaso de la era Frangipane fue a finales del siglo XII, cuando abrumados por las deudas vendieron la mayor parte de sus propiedades, el único aspecto positivo de su gobierno fue la construcción de la primera parte del castillo y las murallas. Durante el siglo XIII, Ninfa fue administrada por Giacomo Conti, como lo demuestra un juramento de fidelidad que data de 1215, y por sus descendientes. A finales de siglo la ciudad vivió una fase convulsa que probablemente llevó al poder a los Annibaldi y luego a los Colonna, que tomaron posesión de la ciudad el 30 de abril de 1293.

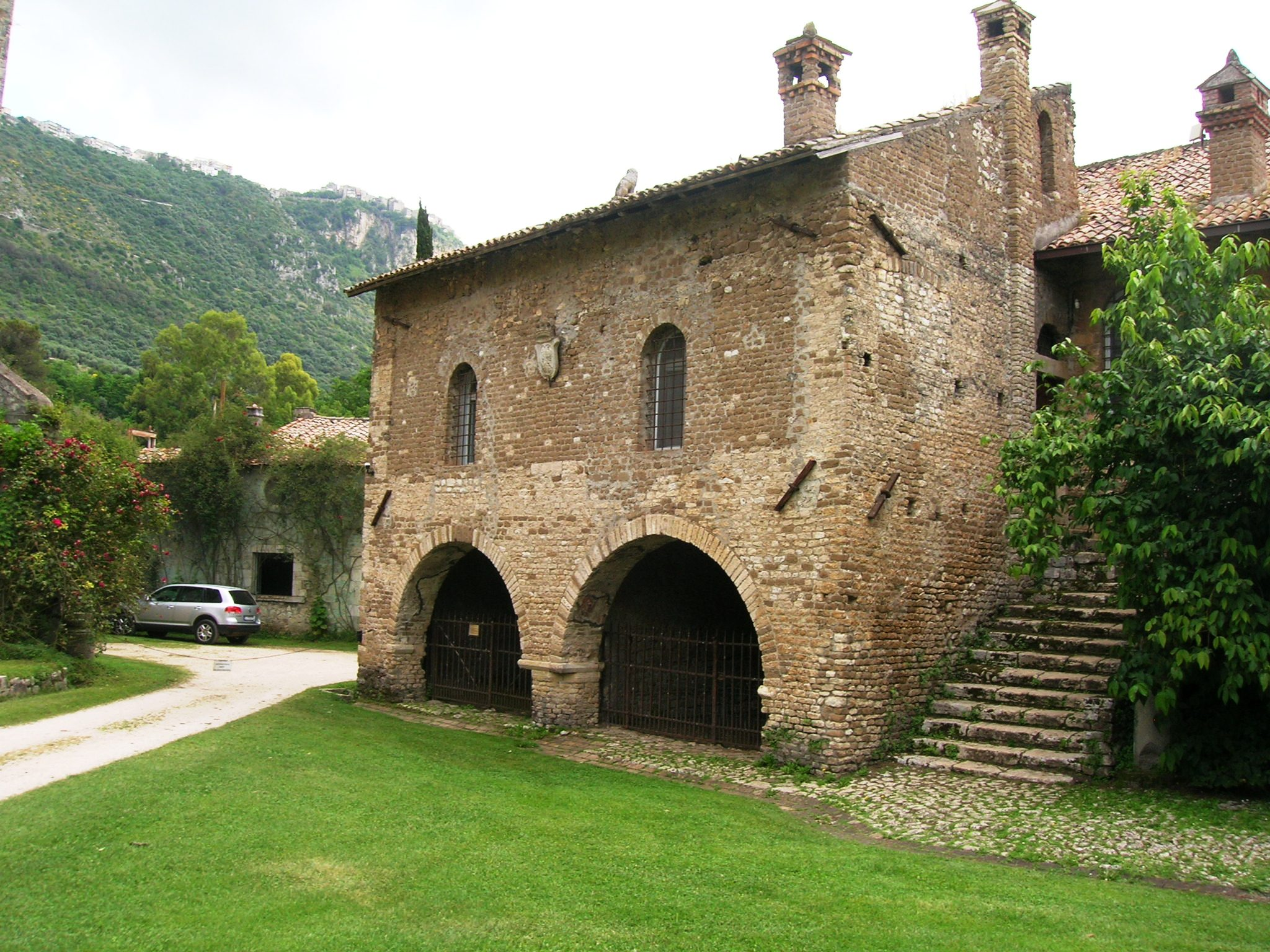
El ayuntamiento

Con el ascenso al trono papal de Bonifacio VIII, la familia Colonna fue excomulgada y todos sus bienes confiscados. En 1297 Pietro Caetani compró a Ninfa por 200 000 florines de oro, aunque su investidura oficial al frente del feudo tuvo lugar recién el 10 de octubre de 1300. Este fue un período de gran prosperidad para Ninfa: se reforzaron las murallas, se amplió el castillo y se construyó una torre, se levantó un muro de contención para las aguas del manantial cercano, de tal forma que se ensanchara el pequeño lago existente, se amplió el ayuntamiento y se construyeron nuevos molinos y dos hospitales llamados di San Matteo y Le Mancinule; también había un gran número de iglesias tanto dentro como fuera de las murallas y muchas tiendas artesanales y comerciales. Fue en este período cuando se realizaron algunas intervenciones para la rehabilitación de la marisma circundante. A la muerte de Bonifacio VIII, las familias enemigas de los Caetani reclamaron los territorios previamente usurpados: los Annibaldi saquearon Ninfa y para mantenerla en su poder pidieron la ayuda del ejército de Roma. Un cambio de la situación política en 1314, permitió a los Caetani recuperar la posesión del pueblo. En 1317 el territorio fue asignado a Benedicto III, conde palatino, y en 1355 a su sobrino Giovanni. La familia, sin embargo, tuvo que vender sus territorios debido a problemas económicos. En 1369 Ninfa fue comprada por los Caetani di Fondi, encabezados por Onorato I, que pagó las deudas acumuladas por sus predecesores y restauró las murallas. El papa avignonés Clemente VII, aliado de Onorato I, le confirmó en el cargo de rector de la zona, declarando los palatinos excluidos de todos los derechos: esto provocó la excomunión de Onorato por parte del papa Urbano VI, privándolo de todos los derechos y provocando una violenta lucha que se saldó en 1380 con el asedio de Ninfa, que fue saqueada y en 1381 completamente destruida por las ciudades vecinas Sermoneta, Bassiano y Sezze. Después de este episodio, Ninfa no fue reconstruida. Sobrevivieron algunas chozas de campesinos que trabajaban los campos de los alrededores, aunque el avance de la ciénaga y la malaria obligaron a los pocos vecinos a abandonar la zona.

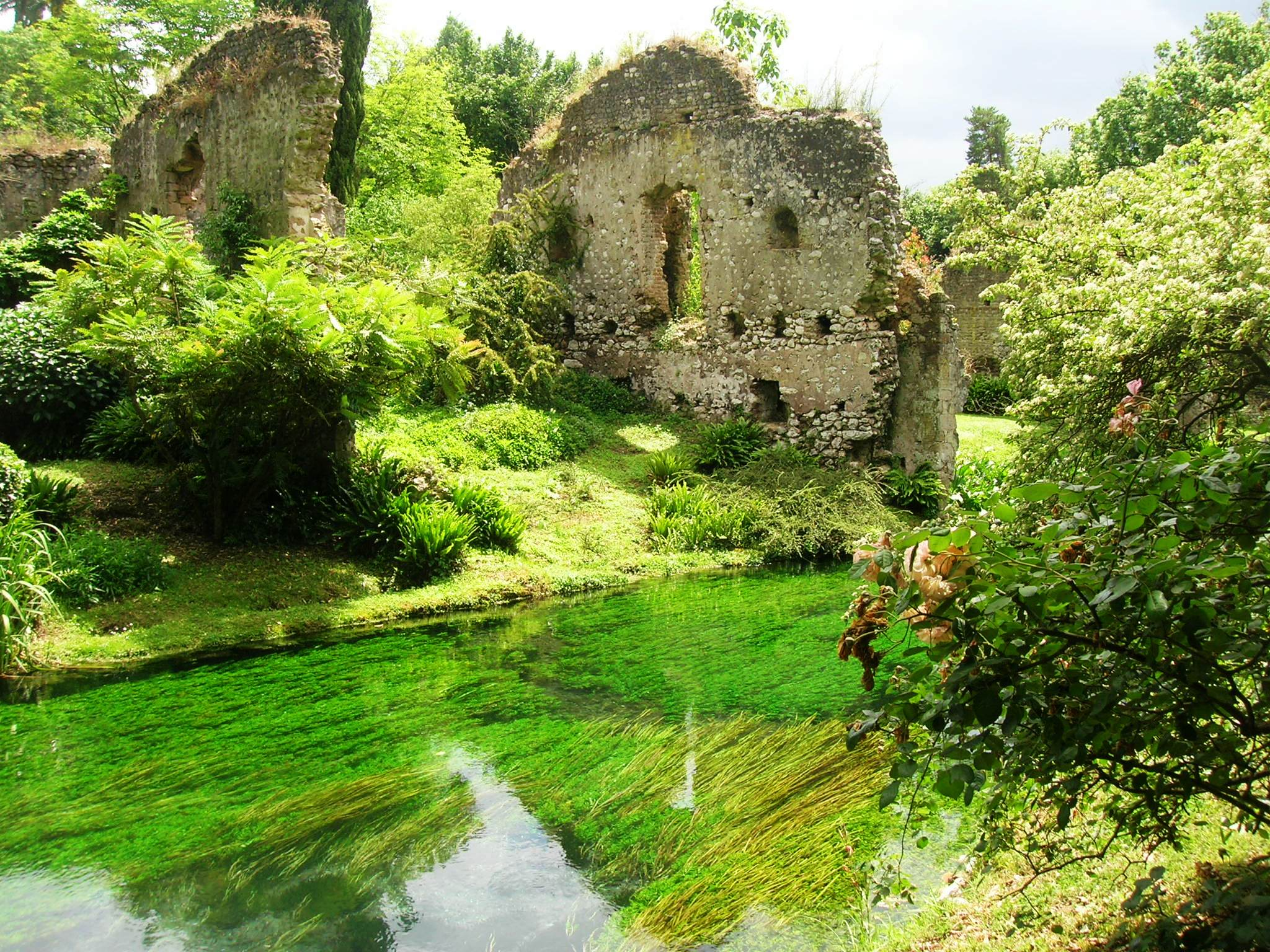
Ruina sobre el río Ninfa

En 1471 los Caetanis abrieron una ferretería en Ninfa, cuyas obras habían comenzado en 1457 y que tras pocos años de actividad fue clausurada. En la misma época el castillo fue utilizado como prisión: en 1447 se recuerda el episodio de la masacre de Ninfa, cuando uno de los presos encerrados en la torre mató a un carcelero y como castigo el Onorato III arrojó a todos los presos de la torre incluyendo un diácono, hecho considerado inadmisible por la Iglesia. Onorato III, para evitar la excomunión, que incluía también la confiscación de todos los feudos, fue azotado públicamente. En el siglo XVI, el cardenal Nicolò III Caetani encargó al arquitecto Francesco Capriani la construcción de un jardín en la zona de Ninfa, que consistía simplemente en dos avenidas en ángulo recto y dos nichos de los que se filtraba el agua y luego se vertía en el río. El jardín se deterioró poco después de la muerte del cardenal en 1585. Hasta principios del siglo XVII los Caetani se enfrentaron al problema varias veces, pensando en introducir primero, en 1626, una colonia de albaneses y luego, en 1630, una de flamencos, pero ambos intentos fracasaron. En el siglo XVIII no había ni rastro de Ninfa después de que cerraran el último molino y el batán. En 1765 el ayuntamiento fue transformado en granero por el duque Francesco V y en el mismo período el papa Pío VI inició la recuperación de las marismas, pero la obra no fue terminada.
En el siglo XIX, el escritor e historiador Ferdinand Gregorovius visitó Ninfa en su itinerario de Segni a Norma, describiendo el paisaje de la forma siguiente: “Y aquí está Ninfa, esta apariencia irreal de ciudad: sus murallas, sus torres, sus iglesias, sus conventos, todo medio sumergido en el pantano y sepultado por enormes mantas de hiedra […] Pero un mar fragante de las flores se mecen sobre Ninfa, cada muro tiene su velo de verde, sobre cada ruina de una casa o de una iglesia […] uno se siente arrojado al fondo de este océano florido e intoxicado por su fragancia, mientras, como en el más mágico de los cuentos de hadas, el alma parece estar aprisionada y retenida [...]. El lago pudo haber surgido del mundo de sombras de la Ilíada o la Eneida. La torre oscura y otras arrojan sus temblores sobre la superficie firme de estas aguas {...] En verdad, esta localidad es más agraciada que la misma Pompeya, cuyas casas se alzan rígidas como momias sacadas de cenizas volcánicas."
El jardín de Ninfa y sus alrededores permanecieron una parte abandonada del dominio de la familia Caetani hasta el siglo XX, cuando se renovó la finca y se transformó el jardín. La administración del parque quedó en manos de una fundación sin fines de lucro de Lelia Caetani y su esposo, Hubert Howard, los últimos propietarios. La propiedad del jardín se transfirió a la Fundación Roffredo Caetani, que lleva el nombre del padre de Lelia Caetani-Howard, que continúa administrándolo.

## Ruinas

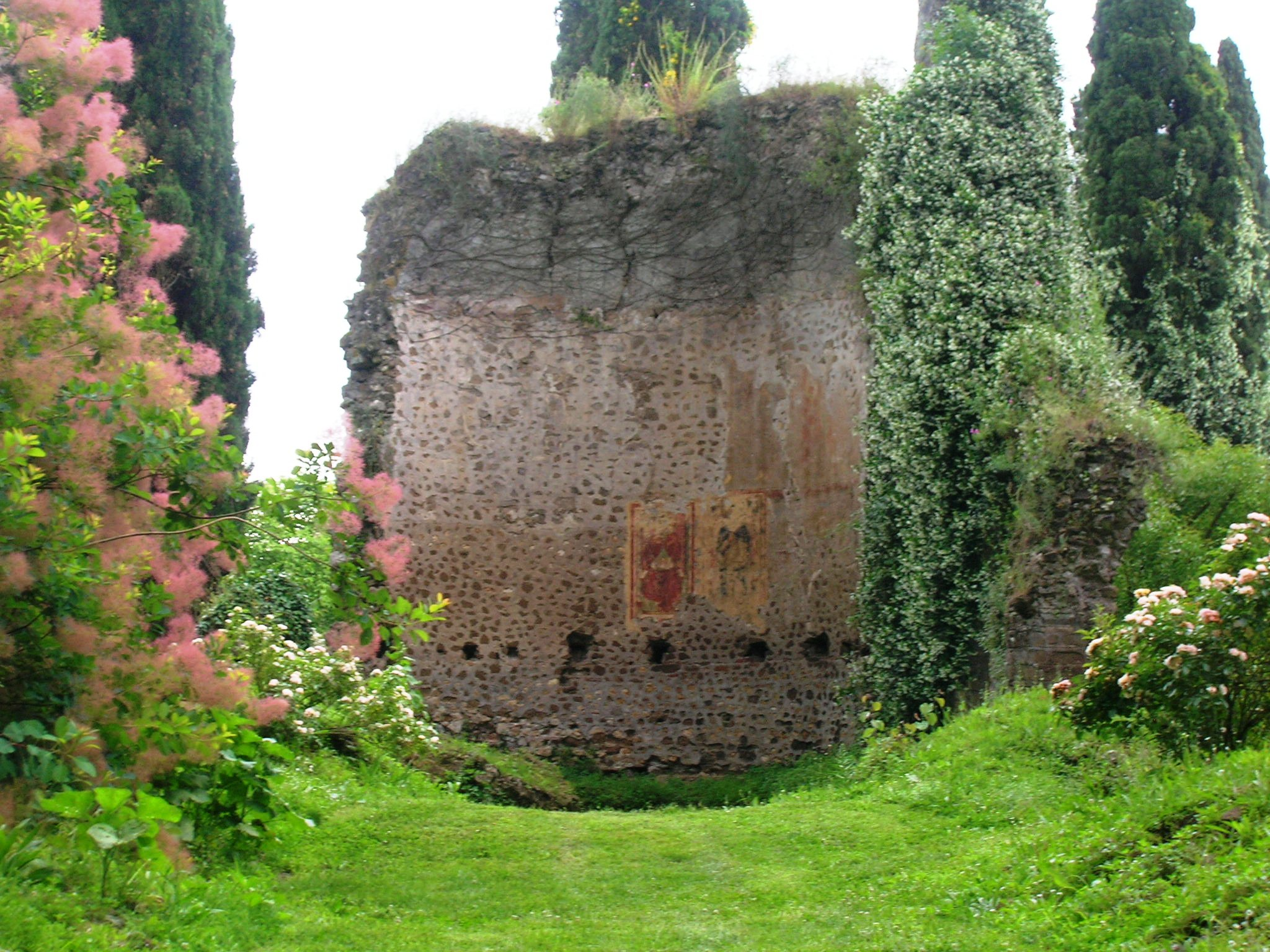
Ábside con frescos de la iglesia de Santa María Maggiore

Fue en la época del señorío de Frangipane cuando Ninfa vivió una época de crecimiento desde el punto de vista de las obras arquitectónicas y pictóricas, que embellecieron y enriquecieron toda la ciudad. De hecho, los señores hicieron construir la fortaleza, cuyo origen es objeto de varias hipótesis: según algunas fuentes, la estructura del castillo solo podría consistir en una gran torre, mientras que otras sostienen que se trataba de un complejo sobre el modelo del que todavía existe hoy, equipado por lo tanto de la torre, las murallas y todo el aspecto arquitectónico de una fortaleza.
Durante la época de máximo esplendor, en el siglo XIV, Ninfa era una ciudad de más de ciento cincuenta casas, dotadas de áticos y hórreos, unas catorce iglesias, considerando las existentes tanto dentro como fuera de las murallas, así como molinos, puentes, dos hospitales, un castillo y un ayuntamiento. La ciudad estaba defendida por una muralla de unos 1 400 metros de longitud intercalada con al menos once torres, aunque probablemente hubo muchas más. El castillo está situado cerca del lago, fuera de las murallas y fue construido a partir del siglo XII y ampliado en 1308 por Pietro Caetani.Tras la caída de Ninfa el castillo sufrió considerables daños, si bien siguió utilizándose durante varios años como prisión, antes de ser definitivamente abandonado. En un principio, era una torre con un cerco de mampostería en la base, luego, en la fase de expansión, se creó una estructura cuadrada, protegida por un muro a modo de almenas de cola de milano, en cuyas esquinas se colocaron torres giradas 45°. En las inmediaciones de la torre, adosada al muro que la rodeaba, se construyó una casa señorial que contaba con un gran salón en el que se abrían unos ventanales ajimezados de estilo gótico que permitían contemplar directamente la ciudad. La torre, totalmente reconstruida, tiene planta cuadrada, de 32 metros de altura, en la que hay varias saeteras y la parte superior rodeada por unas almenas de cola de milano.
Entre las principales iglesias de Ninfa debemos mencionar las de Santa María Maggiore, San Biagio, San Giovanni, San Paolo, San Salvatore, San Pietro fuori le mura, Sant'Eufemia, Sant'Angelo, San Clemente, San Martino, San Quintino, San Leone, San Parasceve y San Vicenziano. Santa María Maggiore era la iglesia principal del pueblo y probablemente fue construida a partir del siglo X y ampliada en la primera mitad del siglo XII. En el siglo XV Onorato III llevó a cabo una restauración general y luego de su muerte permaneció en funcionamiento hasta el siglo XVI. Más tarde fue abandonada y hoy quedan las ruinas del perímetro exterior, el ábside y el campanario. Era una iglesia de tres naves: la nave central estaba cubierta por un tejado a dos aguas, mientras que las dos laterales tenían bóvedas de mampostería. El ábside es semicircular y todavía se reconocen dos frescos, uno que representa a San Pedro, que data de 1160-1170: en la iglesia también había otros frescos recientemente desprendidos para ser guardados en el castillo de Sermoneta; el campanario data del siglo XIII y es de estilo románico. La iglesia de San Giovanni data de alrededor del siglo XI y hoy solo quedan algunas ruinas que dificultan la reconstrucción de su estructura original: probablemente tenía una sola nave, con varias capillas laterales y un ábside semicircular, todavía parcialmente visible hoy y en el que hay huellas de frescos que representan ángeles, aunque hasta principios del siglo XX era posible observar los frescos de la curación de un ciego y la traslación del cuerpo de un santo. La iglesia contaba con un campanario, que aún hoy existe, pero cuya parte superior se ha derrumbado, data del siglo XIII y tiene unos diez metros de altura. La iglesia de San Biagio, situada cerca de las murallas, data del siglo XII, es una estructura muy pequeña, de una sola nave y ábside semicircular; ahora expuesta en el castillo de Sermoneta, la iglesia estaba pintada al fresco con una pintura que representaba a Cristo en la Gloria y otra a la Virgen entre los Apóstoles, que datan del siglo XII o XIII. La iglesia de San Giovanni fuori le mura, llamada así porque se encuentra a unos cientos de metros fuera de las murallas ninfines, se encuentra cerca del lago. Fue ampliada en el siglo XIII, siguiendo un estilo gótico: es una iglesia bastante grande, que consta de tres naves y un ábside en opus reticolatum e insertos de terracota, frescos con una teofanía, que datan del siglo XII - XIII, de los cuales todavía se pueden ver ángeles, el borde decorado y las cortinas . Dos monasterios estaban cerca de Ninfa. El primero, llamado di Marmosolio, estaba situado en la zona de Vacareccia, fue construido en el siglo XI y pasó a manos de los cistercienses en el siglo XII para ser destruido posteriormente en 1171. El segundo, en cambio, se llamaba di Santa María di Monte Mirteto y fue fundada en 1216 en las proximidades de una cueva, dedicada desde 1183 a San Miguel Arcángel, que durante el siglo XII se había convertido en un lugar de peregrinación: la cueva fue pintada al fresco durante el siglo XIV y hoy solo quedan muy pocos rastros de estas pinturas. A lo largo de los años, el monasterio se enriqueció considerablemente, tanto económicamente como en obras de arte, hasta que en 1432 el Papa Eugenio IV lo unió con el monasterio de Santa Scolastica en Subiaco, cayendo pronto en ruinas. En 1703 un terremoto destruyó por completo la iglesia y, aunque fue reconstruida poco después, fue luego definitivamente abandonada y transformada en almacén . El río Ninfa era superado en el pueblo por tres puentes, uno de época romana, el más antiguo, y otro llamado del Macello.

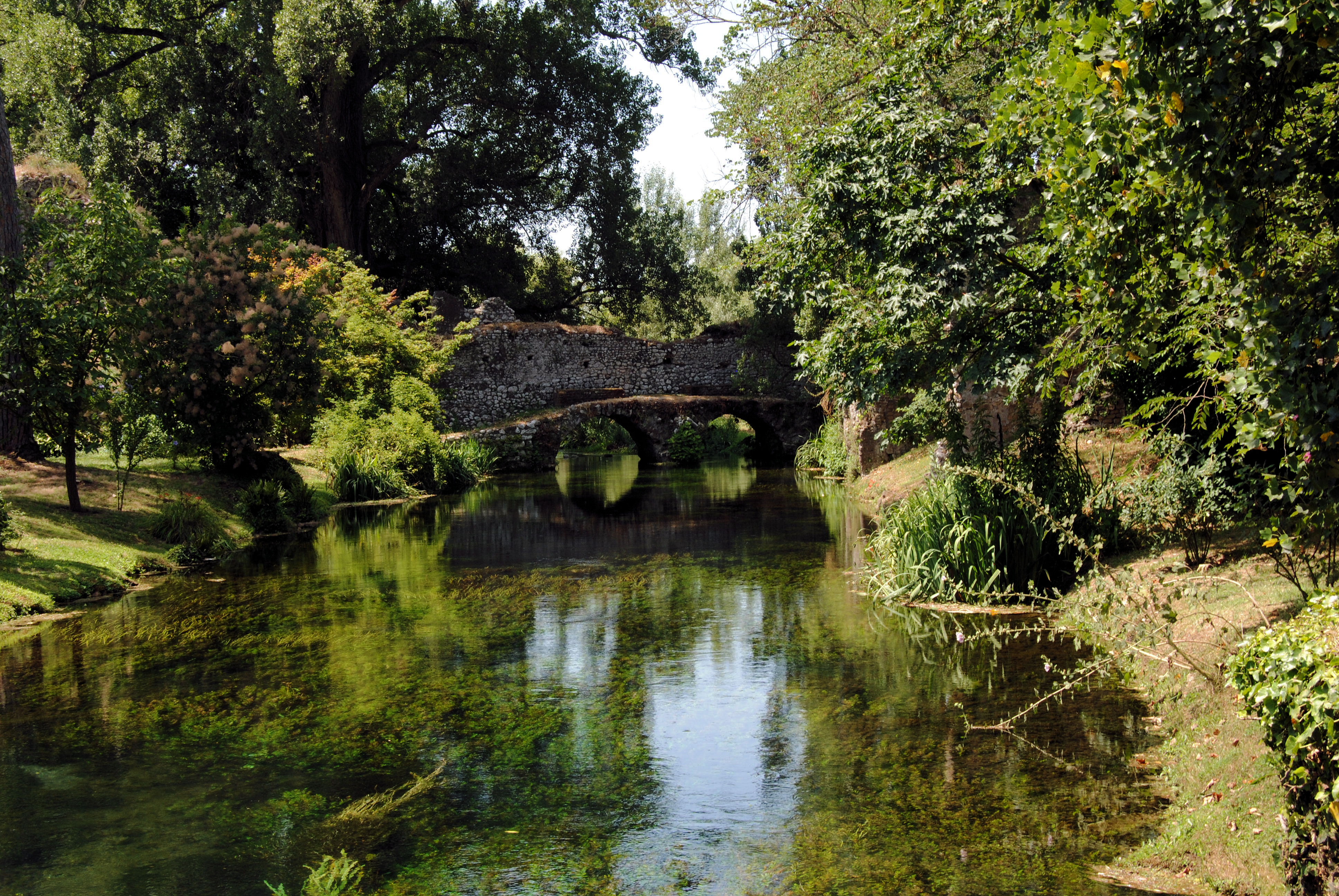
El puente del Macello

Es un puente de dos tramos, fue construido junto a las murallas y sobre su nombre existen dos hipótesis: la primera cuenta que durante una batalla, los combatientes enemigos intentaron entrar a la ciudad pasando justo por encima del río, pero a la altura del puente las ninfas los hirieron con lanzas, enrojeciéndose el agua por la sangre derramada; la segunda hipótesis, mucho más probable, es que cerca del puente existiera un edificio que habría funcionado como matadero, el cual se ha perdido por completo .

## Jardín

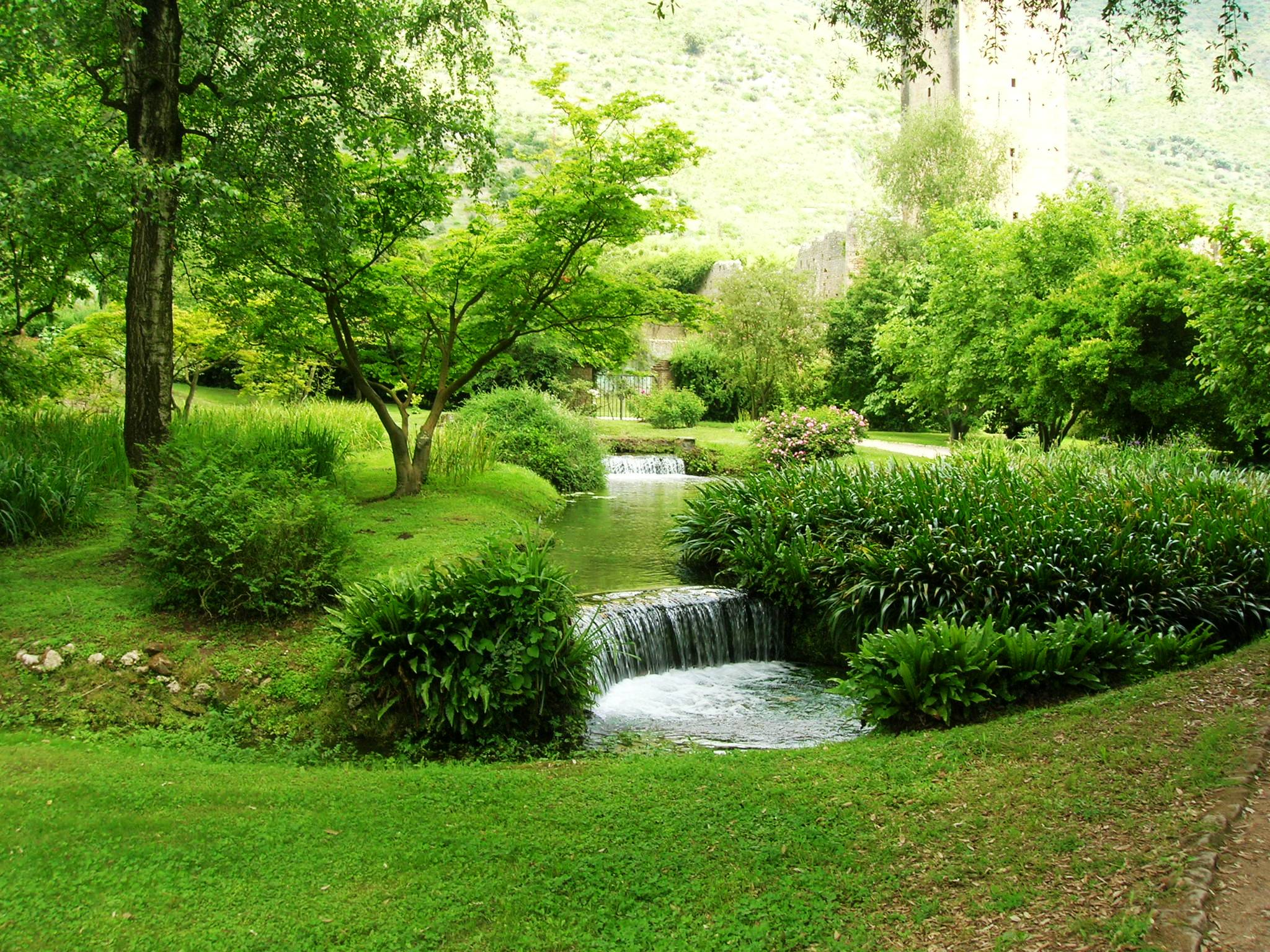
Los canales de riego construidos a principios del siglo XX

El jardín fue creado por Gelasio Caetani a partir de 1921, al estilo de los jardines ingleses. Caetani era hijo de Lady Constance Adela (Ada) Bootle-Wilbraham y Onorato Caetani, duque de Sermoneta. Restauró algunos edificios de la villa medieval, especialmente la torre y el ayuntamiento, como residencia de verano. Al mismo tiempo, bajo la dirección de Ada Bootle-Wilbraham, que ya había creado un jardín en el lago Fogliano, comenzó a plantar diferentes especies de plantas que traía de sus viajes al extranjero. Las plantas prosperaron gracias al clima favorable: el microclima es muy húmedo debido a las frecuentes lluvias y al río Ninfa.
Quest Ritson describió así el sitio: "El jardín de Ninfa tiene un escenario único: las ruinas de una ciudad medieval cerca de Roma. El sitio es de una belleza romántica sublime, donde el tiempo parece haberse detenido. El jardín ha alcanzado un estatus de culto entre los expertos en jardinería ingleses y estadounidenses. El jardín ha sido llamado el jardín más romántico del mundo, también por su ubicación: es "un romántico oasis de fertilidad en medio de la llanura pontina fuertemente industrializada al sureste de Roma."

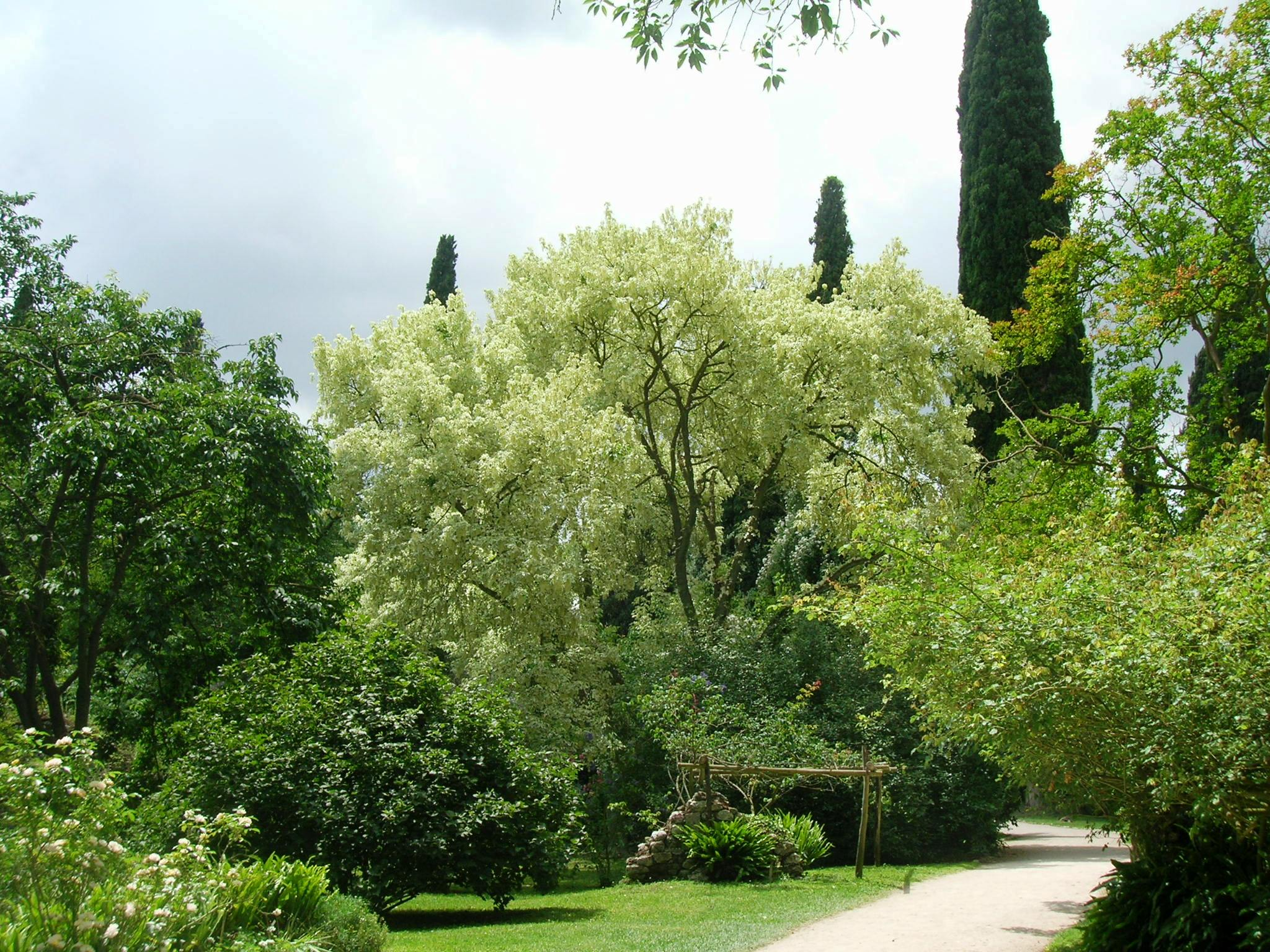
Arce (Acer negundo)

El jardín está atravesado por numerosos pequeños manantiales, así como por el río Ninfa, que fluye al sur. La restauración del parque implicó la importación de especies de plantas de todo el mundo. Hay más de mil variedades de plantas y árboles. Cerca de la iglesia de San Giovanni es posible observar arces japoneses palmeados de follaje rojo, nogales americanos, varios manzaneros ornamentales, un haya roja y un pino con hojas plateadas. Detrás de la iglesia de Santa María Maggiore hay yucas, Cotinus coggygria, catalpa, cedros y muchos rosales, incluida la multicolor rosa x odorata 'Mutabilis', la temprana rosa hugonis amarilla y el rosa pálido 'Complicata'. Los cultivares que se cultivan incluyen la 'Iceberg' blanca, la 'Max Graf' roja y las siguientes rosas almizcleras híbridas: la 'Penelope' de color crema, la 'Ballerina' rosa y la 'Buff Beauty' de color beige. Muchas rosas trepadoras también se cultivan en el jardín, incluyendo rosa banksiae, rosa bracteata, rosa filipes 'Kiftsgate', conocida por su vigor y hermoso follaje, la blanca rosa 'Mme. Alfred Carriére' y la rosa trepadora de albaricoque 'Gloire de Dijon'. A lo largo de la avenida principal se encuentran cipreses, cerezos llorones, un pino del Himalaya, plátanos, pino mexicano y lavanda. El jardín de rocas contiene Iberis, Eschscholzia, veronica, aliso dorado (Alyssum saxatile), Aquilegia, Dianthus y granadas. Clematis armandii de flores moradas, hortensias trepadoras (Hydrangea petiolaris) y álamos crecen cerca del puente; a lo largo del río hay arboledas de avellanos, Acer saccharinum y Liriodendron tulipifera. Cerca de los puentes hay arces, álamos, Photinia serrulata, Gunnera manicata, papiros, Casuarina tenuissima, jazmín, hortensias trepadoras, Clematis armandii de flores moradas, glicinias, Liriodendron tulipifera, cedros, acacias y una mata de bambú de China. Magnolia stellata crece frente al castillo. El jardín sólo se puede visitar con un guía, siguiendo una ruta prescrita.

## Fauna
Ninfa se encuentra en una importante ruta migratoria de aves que migran de África a Europa. El jardín, el río y el lago albergan una rica variedad de fauna, incluyendo la trucha marrón, la trucha mediterránea, Salmo cettii y 152 especies de aves. En 1976, bajo los auspicios del Fondo Mundial para la Naturaleza, se reservaron aproximadamente 1,8 hectáreas (4,4 acres) dentro del jardín como santuario de vida silvestre, con plantaciones de matorrales y creación de humedales para alentar a las aves a anidar, y 15 hectáreas (37 acres) donde se restableció la vegetación nativa. Desde entonces, se han observado allí cercetas, ánades reales, ánades, garzas, avefrías y algunas aves rapaces.